# Vadosiapus copacabanus
Vadosiapus copacabanus is een vlokreeftensoort uit de familie van de Exoedicerotidae. De wetenschappelijke naam van de soort is voor het eerst geldig gepubliceerd in 1988 door Barnard & Thomas.